# Betsy Ross

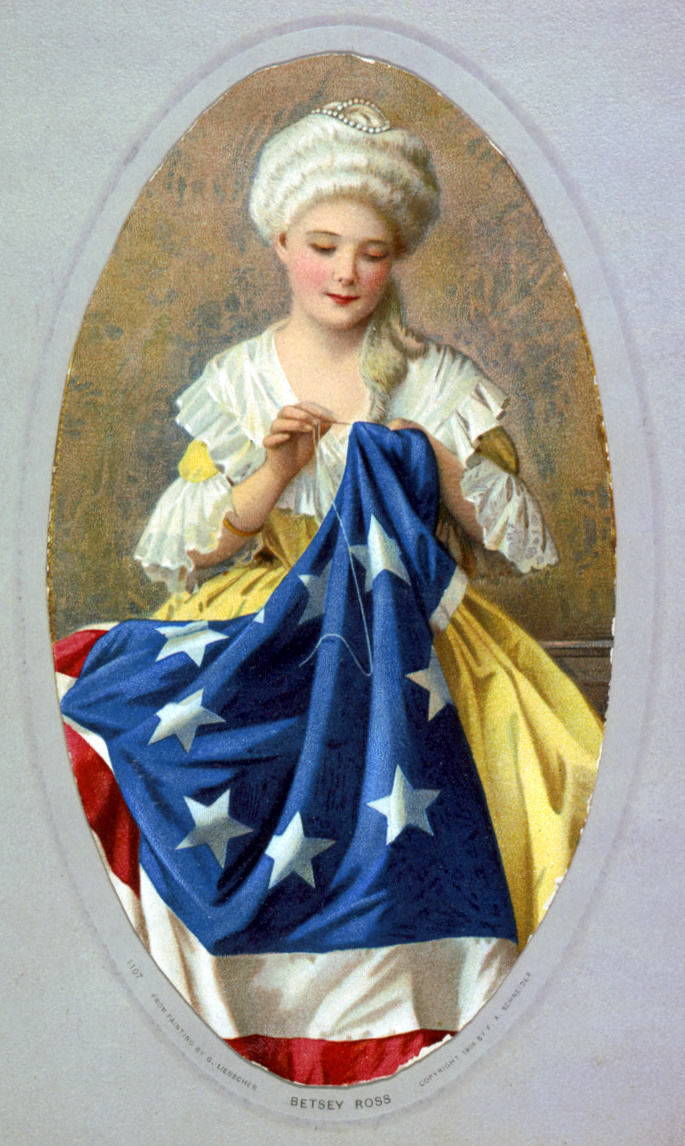
Betsy Ross

Elizabeth Griscom, beter bekend als Betsy Ross, (Philadelphia, 1 januari 1752 - aldaar, 30 januari 1836) is volgens de overlevering degene die de eerste Vlag van de Verenigde Staten heeft genaaid.

## Biografie
Een grootvader van Elizabeth Griscom die timmerman was arriveerde in 1680 in New Jersey en vestigde zich aldaar. Ze werd op 1 januari 1752 geboren als het achtste kind van de in totaal zeventien kinderen van Samuel Griscom en Rebecca James Griscom. Ze verkreeg haar scholing op een school van de Quakers en leerde in haar jeugd onder meer naaien. Ze ging in de leer bij een stoffeerder en leerde op haar zeventiende de anglicaan John Ross kennen. Ze werden op elkaar verliefd, maar omdat Elizabeth een quaker was mocht ze niet buiten haar geloof trouwen. Toch besloten ze in 1772 om met elkaar in het huwelijk te treden waardoor Elizabeth werd verbannen uit de gemeenschap van haar familie. Betsy Ross opende samen met haar man later een eigen stoffeerdersbedrijf in Philadelphia.
In 1776 overleed John Ross bij een buskruitexplosie in Philadelphia. Na zijn dood verkreeg Betsy Ross zijn bezittingen en maakte ze vlaggen voor Pennsylvania. Een jaar later huwde ze met de zeiler Joseph Asburn, maar zijn schip werd in 1781 door de Britten gekaapt en hij overleed in de gevangenis. In 1783 huwde Betsy Ross voor een derde maal, ditmaal met John Claypoole die samen met Ashburn in de gevangenis had gezeten. Hij overleed uiteindelijk in 1817. Betsy Ross overleed op 84-jarige leeftijd in 1836.

## De vlag van Betsy Ross

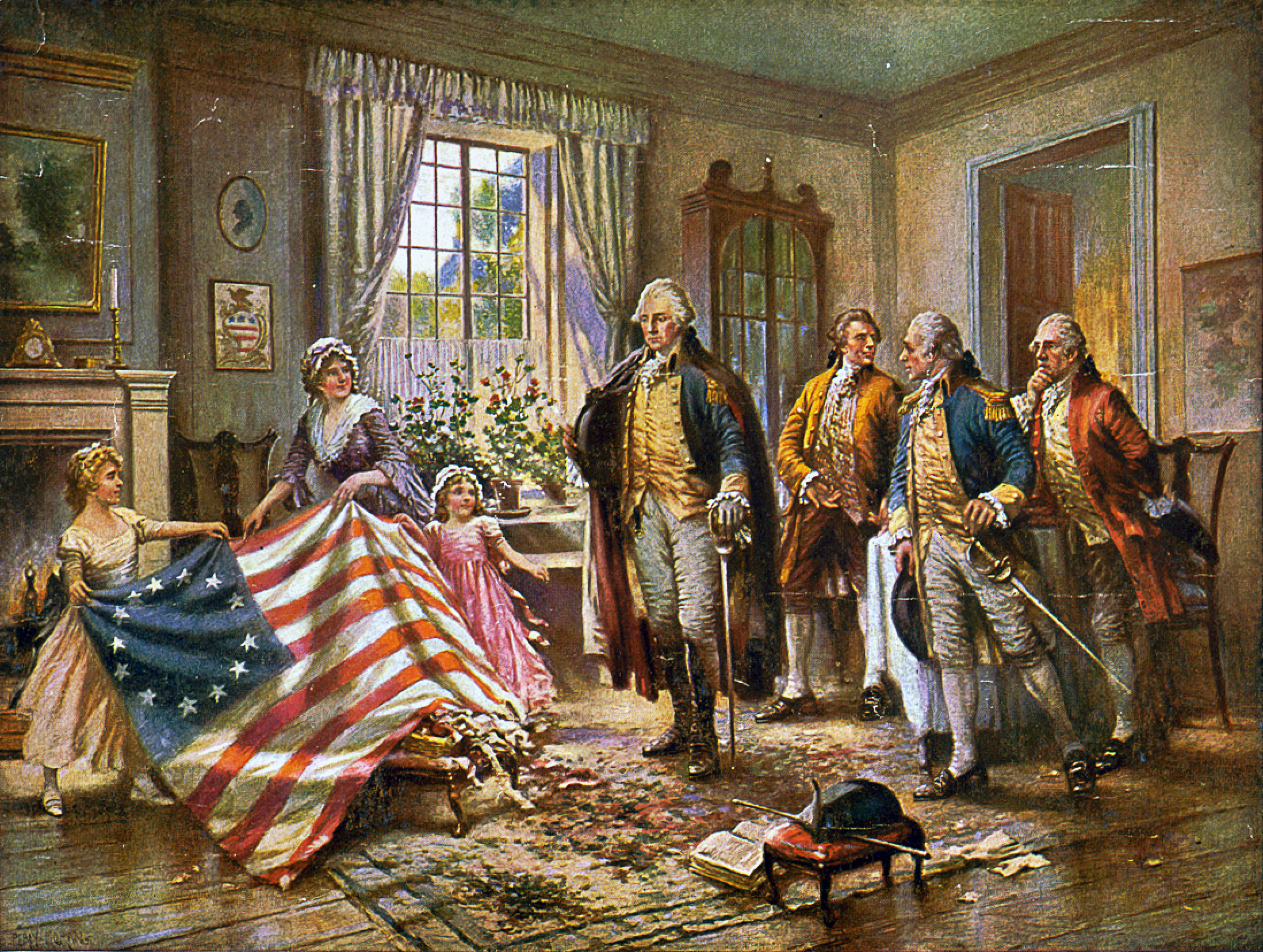
Betsy Ross en haar kinderen geven de genaaide vlag aan George Washington

Volgens de overlevering kreeg Betsy Ross in juni 1776 bezoek van president George Washington, Robert Morris en George Ross, die de oom was van haar eerste echtgenoot, om een vlag voor de nieuwe staat te maken. Historici zijn er tegenwoordig van overtuigd dat Betsy Ross niet de allereerste vlag van de Verenigde Staten maakte. Betsy stond wel degelijk bekend als een vlaggenmaker en in 1777 verkreeg ze een betaling van Pennsylvania State Navy Board voor het maken van "ship's colours, &c.".

## Monumenten
In Philadelphia is het Betsy Ross House te bezoeken, maar er bestaat de nodige twijfel of Ross daar ook gewoond heeft. De Betsy Ross Bridge, de brug die Philadelphia verbindt met Pennsauken in New Jersey, is naar haar vernoemd.